# Château Calon-Ségur
Koordinaten: 45° 16′ 1,1″ N, 0° 46′ 39,6″ W

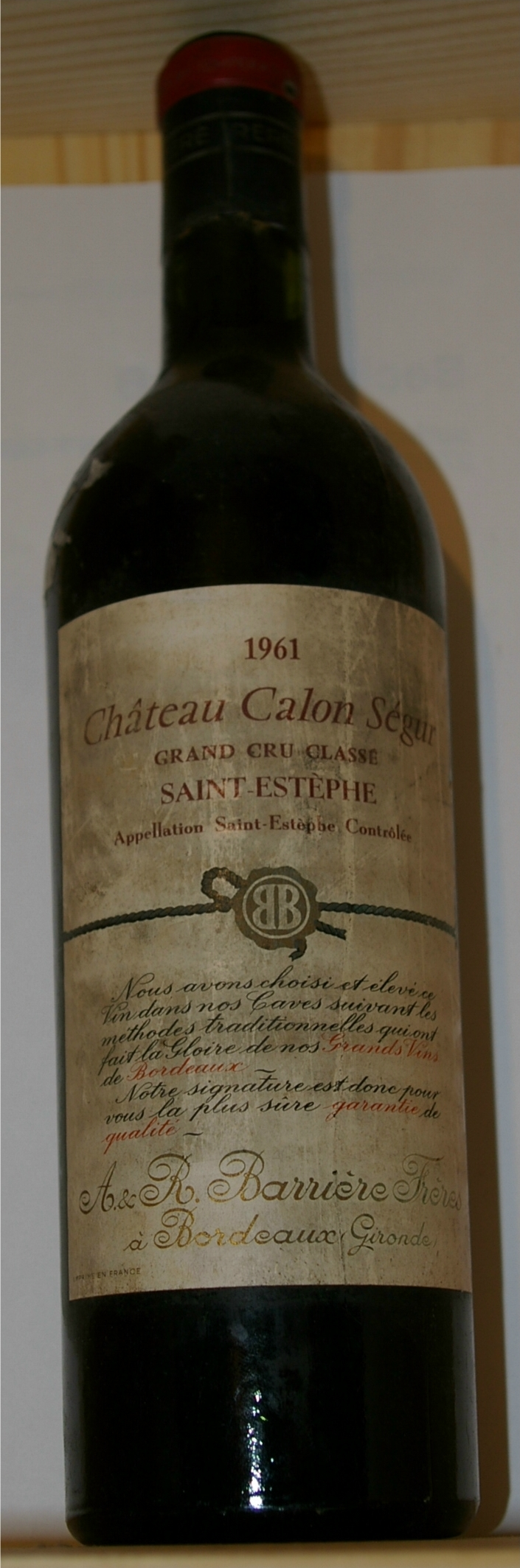
Eine Flasche Calon-Ségur des Jahrgangs 1961. Da es sich um eine Händlerabfüllung handelt, fehlt das Herz auf dem Etikett.

Das Château Calon-Ségur ist eines der bekannten Weingüter von Bordeaux. Seit der Klassifikation von 1855 ist das Weingut als Troisième Grand Cru Classé eingestuft, dritthöchste Stufe der Klassifikationen.
Es liegt in Saint-Estèphe, nördlich des Ortskerns. Das Gut steht im Besitz der französischen Gesellschaft Suravenir, einer Tochtergesellschaft der ebenfalls in Frankreich basierten Versicherungsgesellschaft Crédit Mutuel Arkea, welche es im Sommer 2012 aus dem privaten Besitz der Familie Capbern-Gasqueton erworben hatte. Bekanntgemacht wurde Calon Ségur jedoch schon im 18. Jahrhundert von dem damaligen Inhaber, dem berühmten Marquis de Ségur, der auch Eigentümer von Château Lafite und Château Latour war: „Meinen Wein baue ich auf Lafite und Latour an. Aber mein Herz ist in Calon.“ Bis heute zeigt das Etikett von Calon-Ségur ein Herz.
Das Gut ist mit etwa 53 Hektar von mittlerer Größe. 65 % der Fläche ist mit der Rebsorte Cabernet Sauvignon, 20 % mit Merlot, und 15 % mit Cabernet Franc bestockt. Das Gut erzeugt in mittleren Jahren rund 240.000 Flaschen Wein.
Die Weine von Calon-Ségur hatten jahrzehntelang Premier-Cru-Niveau, nahmen aber qualitativ in den 1960er-Jahren einen Abschwung. Seit Anfang der 1990er Jahre geht es mit der Qualität wieder bergauf. Unter den jüngeren Jahrgängen taten sich die Weine von 2005 (Weinbewertung: 92+ PP) und 2003 (94 PP) hervor, auch die Weine von 2000 (95+ PP), 1996 (92 PP), 1995 (92+ PP) und 1982 (94 PP) sind hervorragend.
Der Zweitwein des Weinguts heißt Marquis de Ségur.